# Elizabeth Siddallová
Elizabeth Eleanor Siddallová (nepřechýleně Siddall; 25. července 1829, Londýn – 11. února 1862, Londýn), známá také jako „Lizzie“, byla anglická malířka, básnířka a modelka mnoha umělců. Významnou sbírku jejího umění lze vidět na panství Wightwick Manor ve Wolverhamptonu a také v Ashmoleanově muzeu. Stala se oblíbenou modelkou pro skupinu malířů, kteří si říkali Prerafaelité, například pro Waltera Deverella, Williama Holmana Hunta či Johna Everetta Millaise (včetně jeho pozoruhodného obrazu Ophelia z roku 1852, inspirovaného postavou Ofélie ze hry W. Shakespeara Hamlet) a pro svého manžela Dante Gabriela Rossettiho.

## Životopis
Elizabeth Eleanor Siddall, pojmenovaná po své matce, se narodila 25. července 1829 v rodinném domě na 7 Charles Street v londýnské čtvrti Hatton Garden, kde měl její otec podnik na výrobu příborů. Její rodiče byli Charles Crooke Siddall a Elizabeth Eleanor Evans z rodiny anglického a velšského původu. Kolem roku 1831 se rodina přestěhovala do lepší londýnské čtvrti, do Southwarku v jižním Londýně. Další její sourozenci se narodili v Southwarku; Lydie, která jí byla obzvlášť blízká, Mary, Clara, James a Henry. Není známo, že by Elizabeth Siddall chodila do školy, ale uměla číst a psát, pravděpodobně jí učili její rodiče. Už jako mladá milovala poezii, objevila básníka Alfreda Tennysona, který jí byl inspirací při psaní jejích vlastních básní.

## Modelka pro prerafaelity

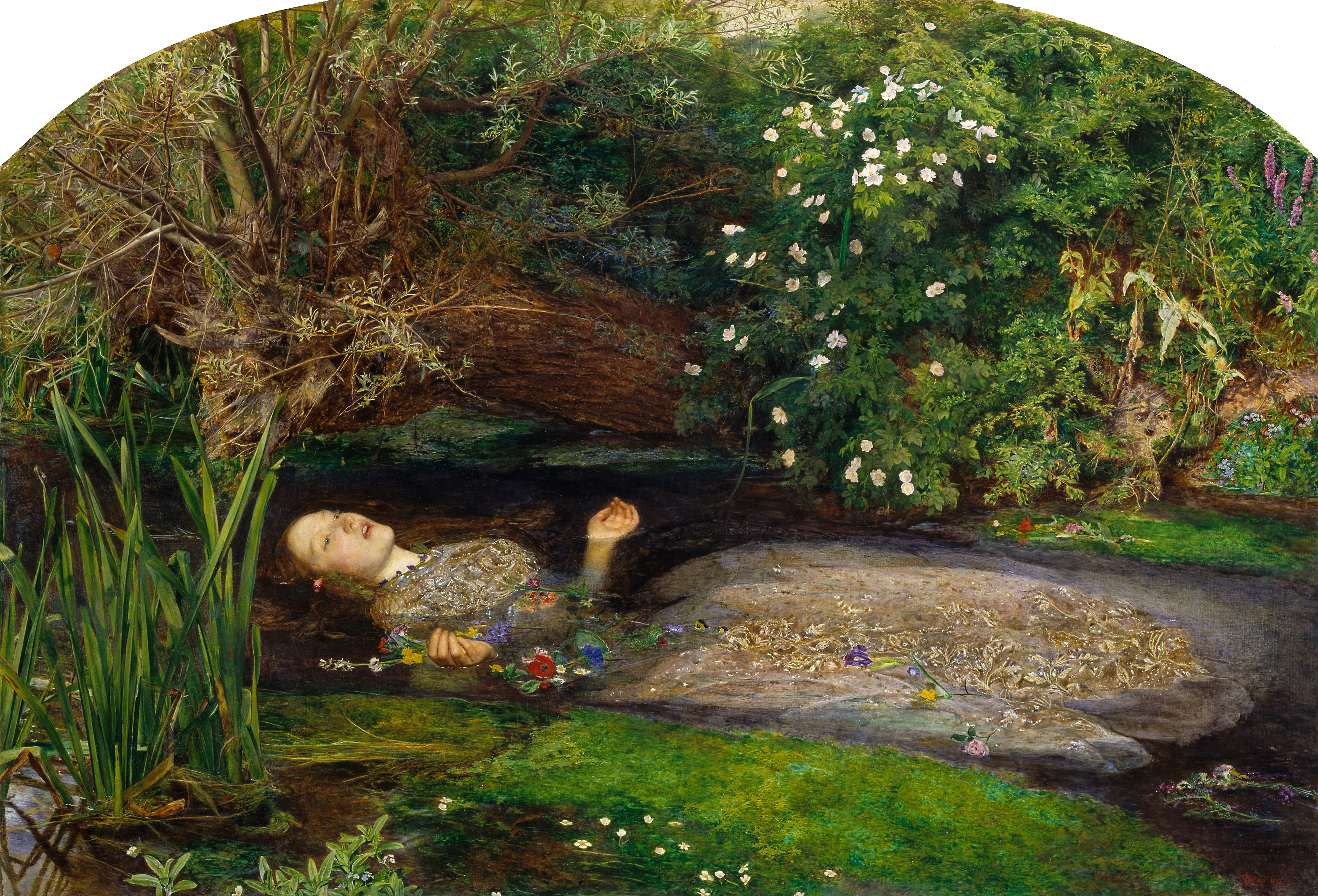
John Everett Millais, Ophelia, (Ofélie je postava šílené dívky ze hry W. Shakespeara Hamlet, dívka zpívá dříve než se utopí.) Olej na plátně, 76,2 cm × 111,8 cm, rok 1851 až 1852, modelka Siddalová, Tate Gallery

V roce 1849 ukázala Elizabeth otci malíře Waltera Deverella své kresby. V té době pracovala v krejčovském a kloboučnickém obchodě v londýnské Cranbourne Alley. Otec Deverella jí navrhl, aby se stala modelkou pro jeho syna. Siddallová souhlasila a Deverell ji představil i ostatním Prerafaelitům.
Siddallová byla zpočátku oblíbenou modelkou pro svou prostotu. Její krása byla objevena až později. V té době pracoval Deverell na velké olejomalbě zobrazujícím scénu ze hry W. Shakespeara Večer tříkrálový. Obraz zobrazuje Orsina, Festa a Violu jako Cesaria. Stejně jako ostatní Prerafaelité i Deverell byl inspirován postavami ze současnosti, nikoli historickými figurami. Jeho Orsino je on sám, Feste je jeho přítel Dante Rossetti, pro postavu Violy seděla modelem Elizabeth Siddallová. Byl to první obraz, pro který Siddallová seděla modelem.
Na první výstavě na Royal Academy se dílo setkalo se smíšenou reakcí, ale od té doby je obdivováno jako jedno z nejdůležitějších děl poloviny devatenáctého století pro svou krásu a přesné zobrazení přírodní krajiny. Obraz ovlivnil takové umělce jako byl John William Waterhouse, Salvador Dalí, Peter Blake nebo Edward Ruscha.
Když Siddallová v roce 1852 pózovala pro Millaisovův obraz Ofélie, vznášela se ve vaně plné vody, aby zobrazovala dívku před utonutím. Millais maloval každý den až do příchodu zimy. Pod vanu vkládal olejové lampy, kterými se voda ohřívala. Při jedné příležitosti lampy zhasly a voda zchladla. Millais, zabraný do práce si toho nevšiml a Siddallová si nestěžovala. Poté onemocněla těžkým nachlazením ze kterého se vyvinul zápal plic. Její otec považoval malíře za odpovědného za její onemocnění a pod hrozbou soudních kroků zaplatil Millais účty za lékaře.
Elizabeth Siddall byla po většinu svého života pro Rossettiho hlavní modelkou a múzou. Rossetti se s ní setkal v roce 1849, když pracovala jako modelka pro Deverella. V roce 1851 už seděla pro Rossettiho a on od té doby prakticky nepracoval s jinými modelkami. Rossetti ji také nepůjčoval ostatním Prerafaelitům. Počet obrazů a kreseb, které s ní vytvořil, se údajně počítá na tisíce. Snad nejznámější z Rossettiho děl ze Siddallovou je obraz Beata Beatrix. Na obrazu je modlící se Beatrice Portinari z básně Dante Alighieriho La Vita Nuova v okamžiku její smrti. Obraz byl dokončen v roce 1863, rok po smrti Siddalové.

## Dílo

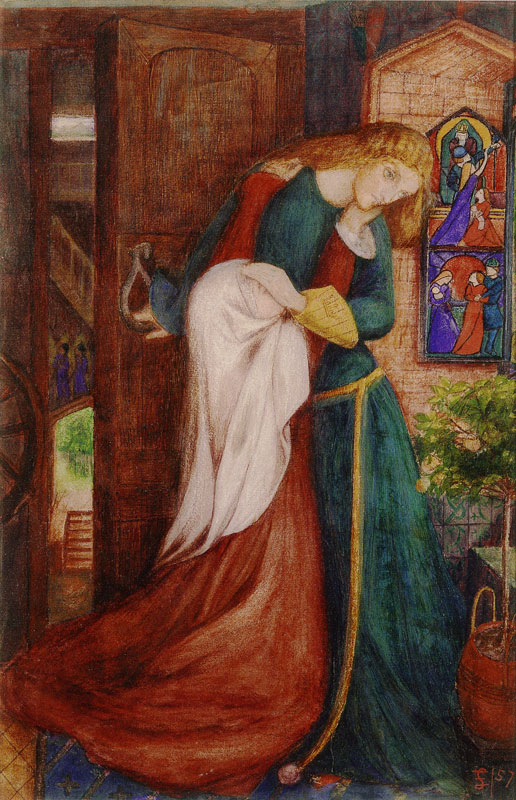
Elizabeth Siddall, Lady Clare, 1857, akvarel na papíře, 33,8 × 25,4 cm. Soukromá sbírka.

V roce 1852 začala Siddallová u Rossettiho studovat malbu. Namalovala také svůj autoportrét, který se liší od idealizované krásky zobrazované Prerafaelity. V roce 1855 umělecký kritik John Ruskin začal podporovat její kariéru a za 150 liber šterlinků ročně kupoval všechny její kresby a obrazy. Siddallová vytvořila mnoho náčrtů, kreseb, akvarelů a také jeden obraz olejovými barvami. Její náčrtky jsou ovlivněny kompozicemi Prerafaelitů. Jejími tématy byly artušovské legendy a další idealizované středověké náměty. Spolu s ostatními Prerafaelity v roce 1857 vystavovala na letní výstavě na Russell Place.
V té době také začala psát poezii, často s temnými tématy o ztracené lásce nebo o nemožnosti pravé lásky. „Její verše byly stejně jednoduché a dojemné jako starověké balady; její kresby byly ve svém středověkém duchu opravdové, ve srovnání s mnohem dokonalejšími a kompetentnějšími díly skupiny Prerafaelitů,“ napsal kritik William Gaunt. Rossetti i Ford Madox Brown ji podporovali a obdivovali její práci.
Výstava z roku 2018, nazvaná „Beyond Ophelia“ (Za Ofélií), kterou uspořádala organizace National Trust ve spolupráci s asistentkou kurátora Hannah Squire, se uskutečnila ve Wightwick Manor a představila 12 uměleckých děl vytvořených Siddallovou. Byla to teprve druhá samostatná výstava jejích prací, první se konala v roce 1991 v Ruskin Gallery v Sheffieldu pod vedením kurátora Dr. Jana Marshe. Výstava představila práce Siddallové, její umělecký styl, témata ale také předsudky, kterým musela čelit jako žena umělkyně.
Výstava poukázala také na první sběratele jejích prací: Geoffrey Mandera a jeho ženu Rosalii Glynn Gryllsovou, která se za Mandera provdala v roce 1930. V roce 1960 zaplatili rekordní částku za její práce a věnovali díla National Trust.

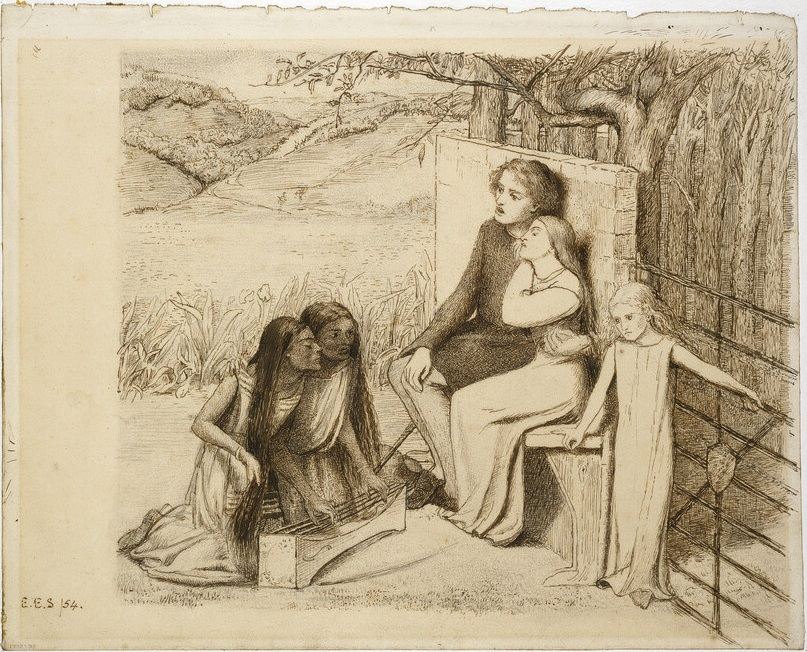
Elizabeth Siddall: Milenci poslouchající hudbu, 1854. Hnědý inkoust a tužka na papíře, 23,9 × 29,8 cm, Ashmolean Museum, Oxford. Verze tohoto obrazu je ve sbírce na Wightwick Manor.

## Svatba
Siddallová a Rossetti se vzali ve středu 23. května 1860 v kostele Sv. Klementa v přímořském městě Hastings. Byla to jen malá svatba bez rodiny a přátel, svědky byli náhodní lidé z Hastingsu.
Počátkem roku 1853 seděla Elizabeth modelem k akvarelu The First Anniversary of the Death of Beatrice (První výročí smrti Beatrice) a poté byla modelkou pro mnoho dalších Rossettiho děl. Po této práci Rossetti použil Siddallovou pro dalších obrazy související s básníkem Dantem Alighierim, včetně jeho Dante's Vision of Rachel and Leah (1855), Beatrice Meeting Dante at a Marriage Feast, Denies him her Salutation z roku 1851, a Beata Beatrix (1864–70), který namaloval po Elizabethině smrti na její památku. Snad Rossettiho nejčastějšími a nejosobnějšími pracemi byly náčrtky tužkou Siddallové doma. Začal je malovat v roce 1852, když se s ním přestěhovala na Chatham Place.

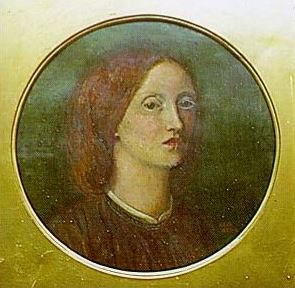
Elizabeth Siddallová v roce 1854, autoportrét

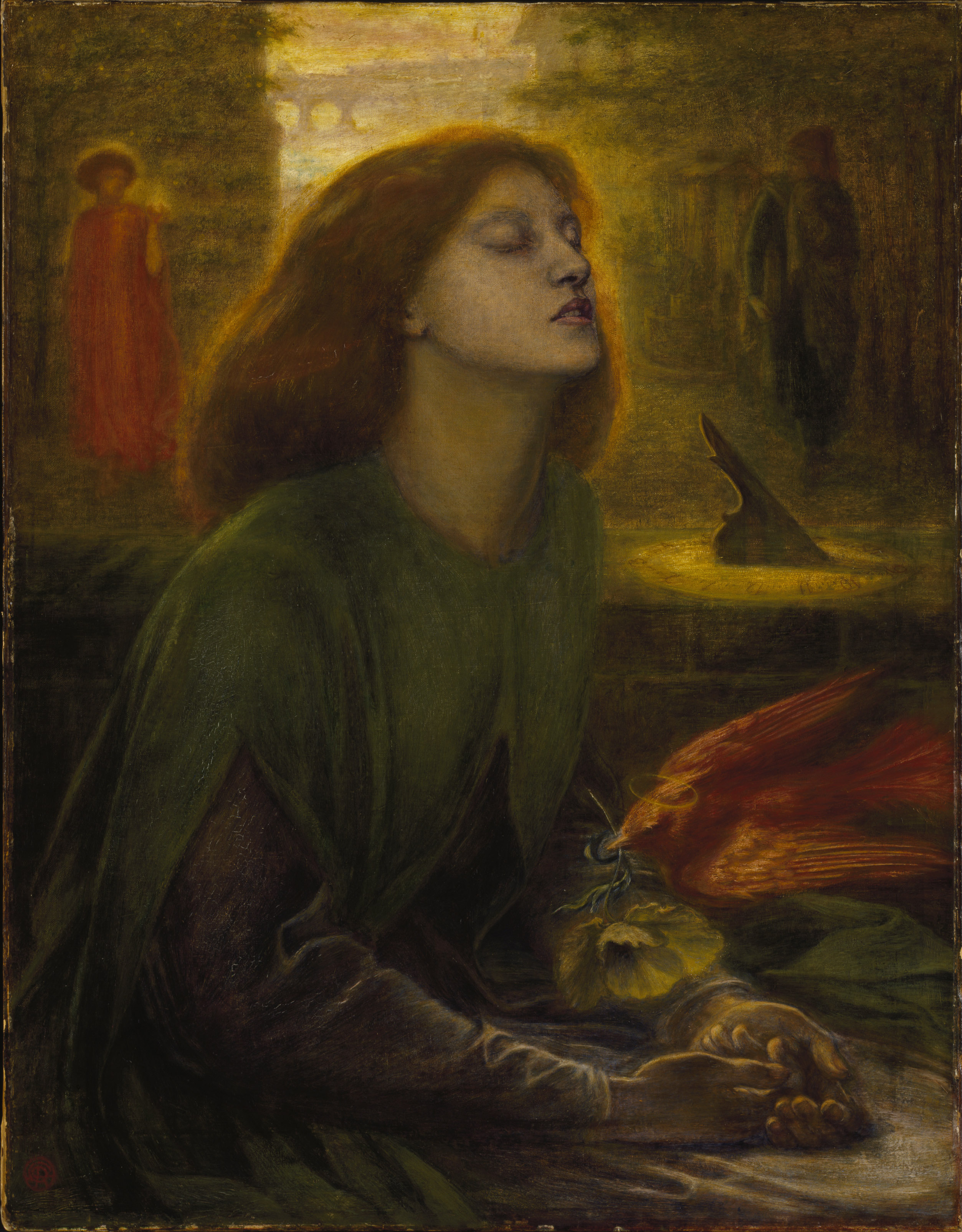
Dante Gabriel Rossetti: Beata Beatrix, dokončeno rok po smrti Siddallové

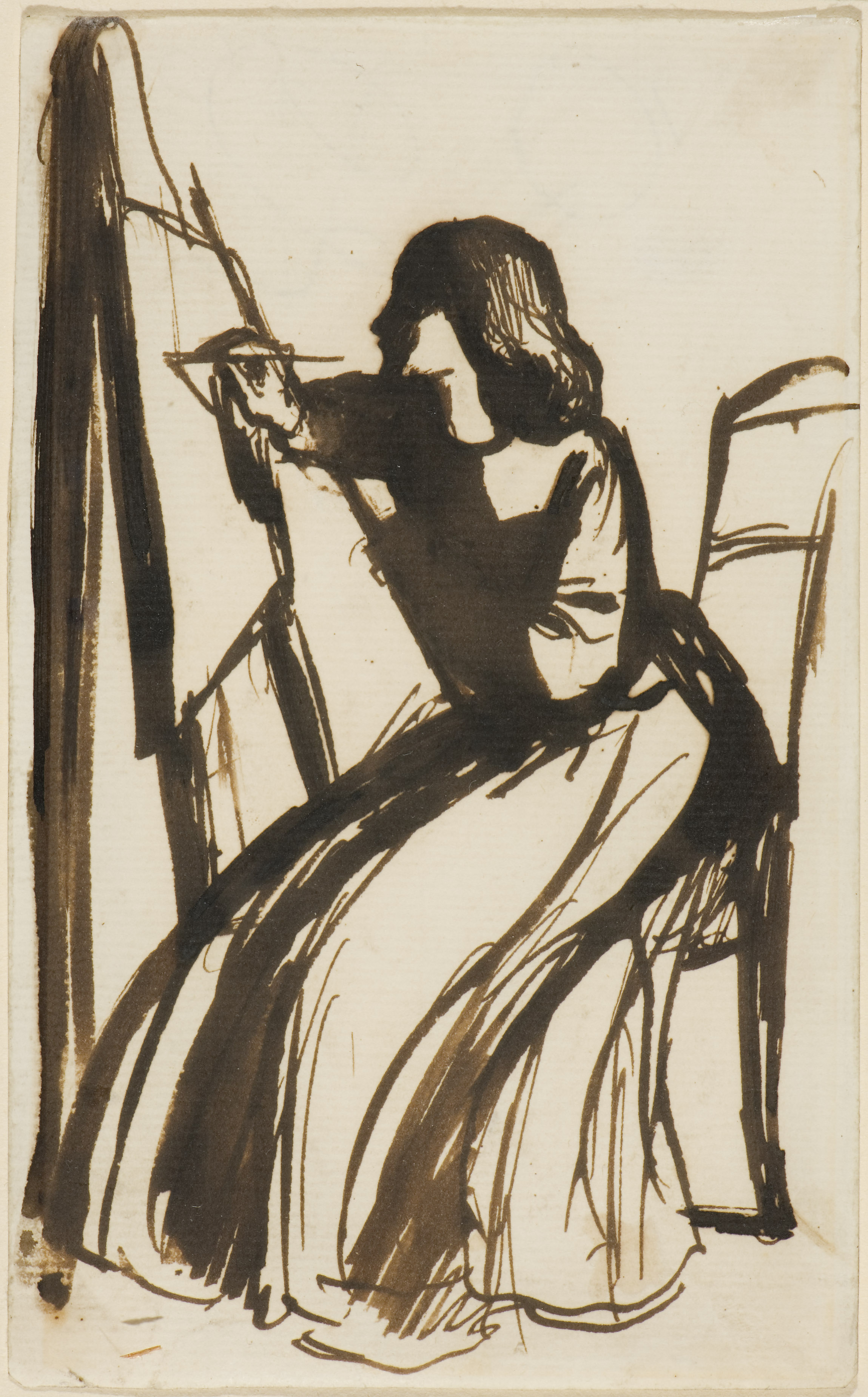
Rossetti: Malující Siddallová, 1852

Když se rozhodli žít společně, začali se vyhýbat společnosti a užívali si své lásky. Navzájem si vymýšleli láskyplné přezdívky, jako „Guggums“ nebo „Gug“ a „Dove“ – jedno z Rossettiho jmen pro Siddallovou. Také změnil pravopis jejího jména na Siddalová, vypustil druhé 'l'. Siddallová byla opakovaně idealizována v Rossettiho náčrtcích, z nichž většinu nazval jednoduše „Elizabeth Siddal“. V těchto náčrtcích byla Elizabeth vykreslena jako krásná žena užívající si svobody a života v luxusu. Rossettiho báseň A Last Confession (Poslední vyznání) je vyznáním jeho lásky k Elizabeth, ve které ji obdivuje pro její odvahu a ušlechtilost a vykresluje jí jako krásnou ženu s očima „jako moře a nebe v šedý den“.

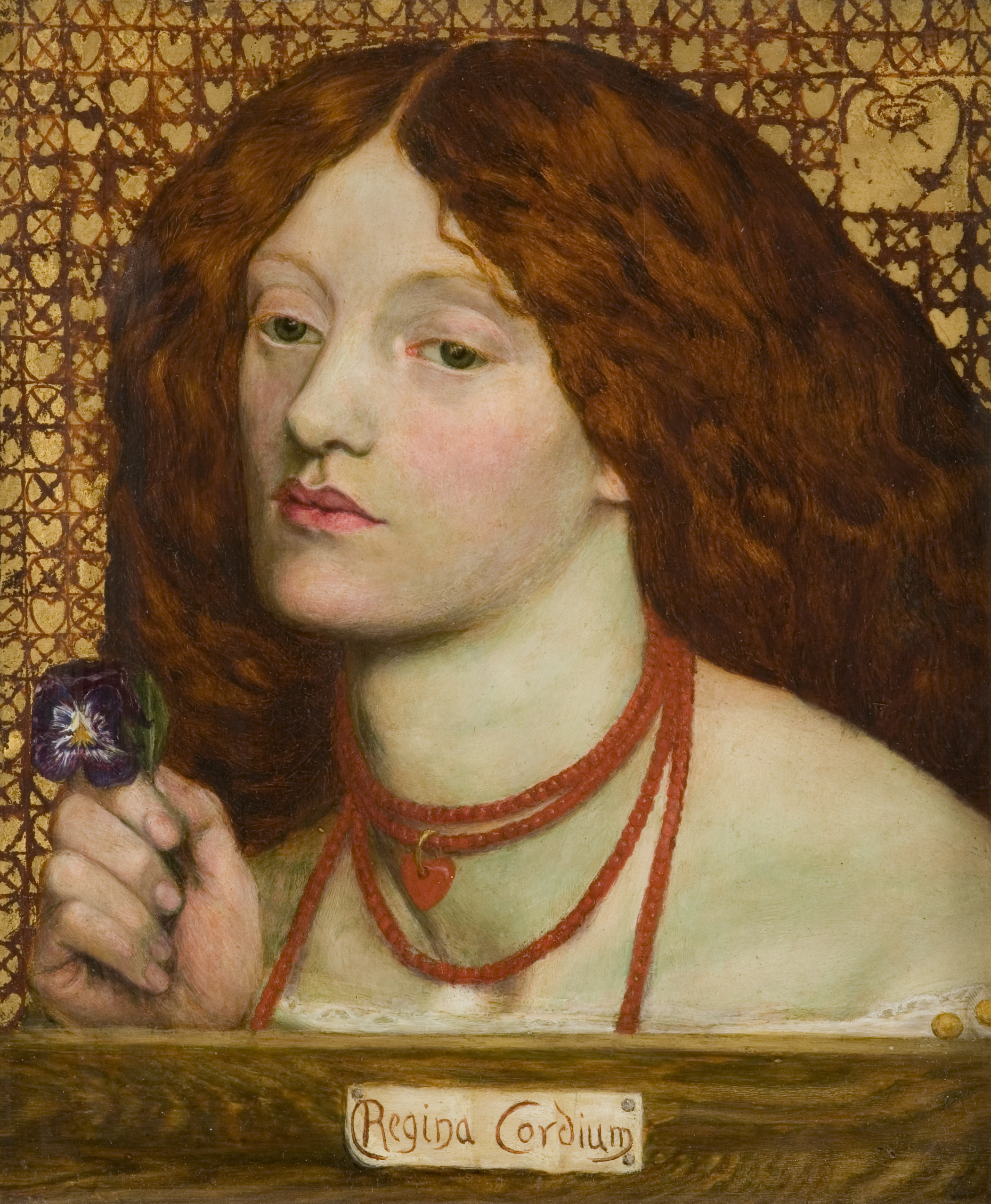
Rossetti, Regina Cordium, svatební portrét Siddallové, 1860

Další slavný portrét Siddallové, který vytvořil Rossetti ke konci jejich manželství v roce 1860, byl obraz Regina Cordium ( Královna srdcí). Byl vytvořen jako alegorie manželství, ukazuje Siddallovou v detailním, zářivě barevném zpracování.
Protože Elizabeth pocházela z dělnické rodiny, Rossetti se obával představit jí svým rodičům. Ona sama byla terčem tvrdé kritiky ze strany svých sester. Obava, že by Rossettiho rodina neschválila jeho manželství, přispěla k tomu, že Rossetti svatbu stále odkládal. A ona se možná oprávněně obávala, že Rossetti ji časem nahradí mladší múzou, což možná také přispělo k jejím pozdějším depresivním obdobím a jejím nemocem.
Sedm let po smrti své manželky vydal Rossetti sbírku sonetů nazvanou The House of Life (Dům života); v ní byla báseň „Bez ní“. Je to úvaha o životě, ze kterého odešla láska.

## Špatné zdraví a smrt
Kvůli svému špatnému zdraví Siddalová často pobývala v Paříži a Nice. V době své svatby byla tak křehká a nemocná, že musela být do kostela nesena, přestože to bylo jen pět minut chůze od místa, kde žila. Je možné, trpěla tuberkulózou, nebo nějakými zažívacími potížemi. Někteří historici navrhují anorexii, jiní připisují její špatné zdraví závislosti na laudanu (opiová tinktura) nebo kombinaci více nemocí. Trpěla dlouhodobě těžkou depresí a proto jí bylo předepisováno laudánum, na kterém se stala závislou. V roce 1861 Siddallová otěhotněla, bohužel dcera se narodila mrtvá. Smrt jejího dítěte způsobila Siddallové poporodní depresi. Koncem roku 1861 podruhé otěhotněla.
V únoru 1862 se Siddallová opiátem předávkovala. Ležící v posteli a v bezvědomí ji objevil Rossetti po společné večeři u přítele Algernona Charlese Swinburna. Odvezl ji domů a na druhý den odešel do Working Men's College, kde učil. Po návratu zjistil, že Elizabeth je stále v bezvědomí a on nebyl schopen ji oživit. První lékař, kterého Rossetti zavolal, prohlásil, že ji nemůže zachránit, poté Rossetti poslal pro další tři lékaře. Bylo použita žaludeční sonda, ale bez úspěchu. Zemřela v 7.20, 11. února 1862 v jejich domě na 14 Chatham Place, nyní zbořeném a skrytém pod stanicí Blackfriars. Ačkoli její smrt byla prohlášena za nešťastnou náhodu, Rossetti prý našel dopis na rozloučenou se slovy „Prosím, postarejte se o Harryho“ (její invalidní bratr, který měl zřejmě lehké mentální postižení). Dopis byl údajně „připnutý ... na hrudi její noční košile.“ Rossetti, zničený zármutkem a pocitem viny, šel za Fordem Madoxem Brownem, který mu měl poradit, aby dopis spálil, protože sebevražda byla nezákonná, nemorální, způsobila by rodinný skandál a Siddallová by nemohla mít křesťanský pohřeb.

## V beletrii, dramatu a písních
Rossettiho vztah se Siddallovou byl námětem mnoha televizních dramat, příkladem je film Dante's Inferno z roku 1967 režiséra Kena Russella, ve kterém Siddallovou hrála Judith Paris a Rossettiho Oliver Reed; The Love School (Školní láska) z roku 1975, ve kterém její postavu hrála Patricia Quinn; a televizní drama Desperate Romantics (Zoufalí romantici) z roku 2009, ve kterém ji hrála Amy Manson.
Mollie Hardwick (autorka populárního televizního seriálu Upstairs, Downstairs) napsala v roce 1990 tajemný román s názvem The Dreaming Damozel. Děj vypráví o obchodnici se starožitnostmi Doran Fairweather, která je nadšená, že objevila malou olejomalbu, o které věří, že její autorkou je Elizabeth Siddall. Ale ke své hrůze se objeví v těle dívky plovoucí mrtvé v rybníku. Scéna smrti napodobuje Millaisův obraz Ofélie s Elizabeth Siddall. Doran je vzrušená záhadou a tajemstvím, nedbá na rady svého manžela, který ji varuje, že příběh Rossettiho a Siddallové přináší neštěstí.
V románu Tima Powerse z roku 2012 Hide Me Among the Graves, (Skrýt mě mezi hroby) se Siddallová stane obětí upíra Johna Polidoriho, strýce jejího manžela. Je autorem pravděpodobně prvního upírského příběhu. Příběh vysvětluje její nemoc, její smrt a otevření hrobu jejím manželem, který nechce pouze znovu získat její básně, ale exhumace je součástí strategie, jak porazit upíra.
Ghostland je album z roku 2001 Seattle neo-psychedelické kapely The Goblin Market pojmenované po básni Christiny Rossetti. Album je inspirováno exhumací Elizabeth Siddall.
Elizabeth Siddall, Dante Gabriel Rossetti a Algernon Charles Swinburne jsou předmětem krátkého komiksového příběhu Neila Gaimana How To Met Themselves (Jak se potkali), který nakreslil Michael Zullo a publikoval v Vertigo: Winter's Edge # 3 (2000). Název odkazuje na Rossettiho malbu z roku 1864. Umírající Elizabeth omámená laudanem v něm oživuje poslední Nový rok, kdy trio absolvovalo výlet vlakem do kouzelného lesa ve vlastnictví Desire, androgýnního sourozence Sandmana.
Lizzie Siddal, hra, kterou napsal Jeremy Green, byla uvedena v divadle Arcola v Londýně v roce 2013.
Ophelia's Muse, umělecká historická fikce Rity Cameronové, která vyšla v září 2015 v Kensington Press, vypráví příběh Siddallové a Prerafaelitů.
Sleep, Pale Sister (Spi, bledá sestro), gotický román zasazený do viktoriánského uměleckého světa, napsaný Joanne Harrisovou, čerpá z charakteru Siddallové a z jejího vztahu s Rossettim v tajemného románu Fiona Mountain 2002, Pale as Dead. Fabuluje na téma „genealogického tajemství“ kolem smyšlených potomků Elizabeth Siddallové a Dante Gabriela Rossettiho.